# Plimsoll
Een plimsoll (⦵  of o) is een grafisch teken dat in de thermodynamica als superscript gebruikt wordt om aan te duiden dat bij een bepaalde grootheid is uitgegaan van een bepaald stelsel van standaardomstandigheden.
De plimsoll is afgeleid van de tekens die door de wetgeving van het Britse parlementslid Samuel Plimsoll (1824-1889) in 1875 verplicht werden aangebracht op de scheepswand van alle schepen, het zogenaamde plimsollmerk. Aan de hand van dit merkteken kon men bepalen hoe diep een schip in het water lag en of het al dan niet te zwaar bevracht was. Hiermee wilde men een einde maken aan verzekeringsfraude waarbij te zwaar beladen schepen uitvoeren in de hoop dat zij zouden zinken, hetgeen tot een verzekeringsclaim zou leiden.
De plimsoll wordt in toenemende mate door een nul superschrift vervangen in thermodynamische tekstboeken. Dit wordt soms als misleidend ervaren omdat een nul suggereert dat er een absoluut nulpunt als afteltoestand gebruikt wordt. In de thermodynamica wordt echter juist gewerkt met willekeurig gekozen eindige (niet-nul) afteltoestanden zoals 1 atmosfeer (niet 0 atmosfeer) druk of 1 mol per kilogram oplosmiddel. 